# Myrcia yasuniana
Myrcia yasuniana là một loài thực vật có hoa trong Họ Đào kim nương.